# Ontem (tempo)
Ontem é uma construção temporal do passado relativo; literalmente, refere-se ao dia anterior ao dia atual (hoje), ou figurativamente a períodos ou tempos anteriores, muitas vezes — mas nem sempre — dentro da memória de vida das pessoas.

## Aprendizagem e linguagem
Os conceitos de "ontem", "hoje" e "amanhã" estão entre os primeiros conceitos de tempo relativo adquiridos por bebês. Na linguagem, um substantivo ou advérbio distinto para "ontem" está presente na maioria, mas não em todas as línguas, embora idiomas com ambiguidade no vocabulário também tenham outras maneiras de distinguir o passado e o futuro imediatos. "Ontem" também é um termo e conceito relativo na gramática e na sintaxe.
Ontem é um conceito abstrato no sentido de que os eventos que ocorreram no passado não existem na realidade presente, embora suas consequências persistam.
Algumas línguas possuem um tempo hesternal: uma forma gramatical específica para eventos ocorridos no dia anterior.